# Plaine de Grenelle
La plaine de Grenelle est une zone incluse dans les limites actuelles de Paris qui s'étend des Invalides au quartier de Javel, sur la rive gauche de la Seine, en aval de l'île de la Cité.

## Géographie
La plaine de Grenelle s'étendait des actuels Invalides jusqu'aux anciens terrains marécageux de Javel en bordure de Seine à l'ouest. La terre de la plaine de Grenelle était difficile pour l'agriculture[réf. souhaitée], ce qui explique pourquoi l'endroit fut longtemps très éparsement peuplé malgré la proximité de Paris.
Au fur et à mesure que la plaine fut urbanisée, d'est en ouest, on entendait parfois par « plaine de Grenelle » la partie non construite de la plaine d'origine. Sur les plans de Paris, le nom n'est en tout cas indiqué que sur les parties peu ou pas urbanisées de cet espace.

## Histoire

### La bataille de la plaine de Grenelle
En l'an -52, la plaine de Grenelle est l'un des sites possibles où de la bataille au cours de laquelle les troupes du chef gaulois Camulogène furent défaites et passées par les armes.  Cependant, les indications données par César dans la guerre des Gaules étant très imprécises d'autres emplacements ont été supposés.

### Les terres de l'abbaye Sainte-Geneviève
L'essentiel des terrains de la plaine de Grenelle appartenait à l'abbaye Sainte-Geneviève depuis la fondation de celle-ci par Clovis. Le chef-lieu de cette plaine était une ferme ou manoir, dit  château de Grenelle, que l'on voit entouré de murs sur le plan de Paris en 1609 par François Quesnel et qui dépendait de la paroisse Saint-Étienne-du-Mont, appartenant aussi à l'abbaye Sainte-Geneviève.
La plaine de Grenelle s'étendait à cette époque jusqu'au Faubourg Saint-Germain, mais son étendue diminua petit à petit au fur et à mesure de l'urbanisation des faubourgs de Paris.

#### Le château de Grenelle

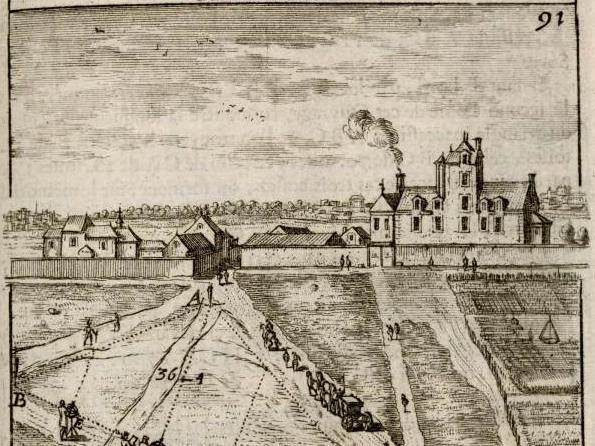
Le château de Grenelle en 1702.

L'ancienne ferme de Grenelle mentionnée plus haut était au XVIIe siècle appelée château de Grenelle, qu'une gravure de 1702 représente comme un donjon de quatre étages flanqué de deux ailes de deux étages, clos de murs, avec ses dépendances. Le comte de Tréville s'en serait servi sous Louis XIII comme maison de campagne.
Claude-Marin Saugrain indique en 1716 : « Après la vue de la campagne, qui est des plus étendues et agréables en cet endroit, il ne vous reste plus à observer que la plaine et le château de Grenelle ; on tient que c'est l'ancien Hôtel de Craon. Il y a haute, moyenne et basse Justice relevant de l'abbaye de Sainte Geneviève du Mont : on y dit la messe tous les dimanches et fêtes ; c'est où se font les revues et les exercices des Gardes Françaises. »

### Des édifices remarquables

#### Hôtel des Invalides

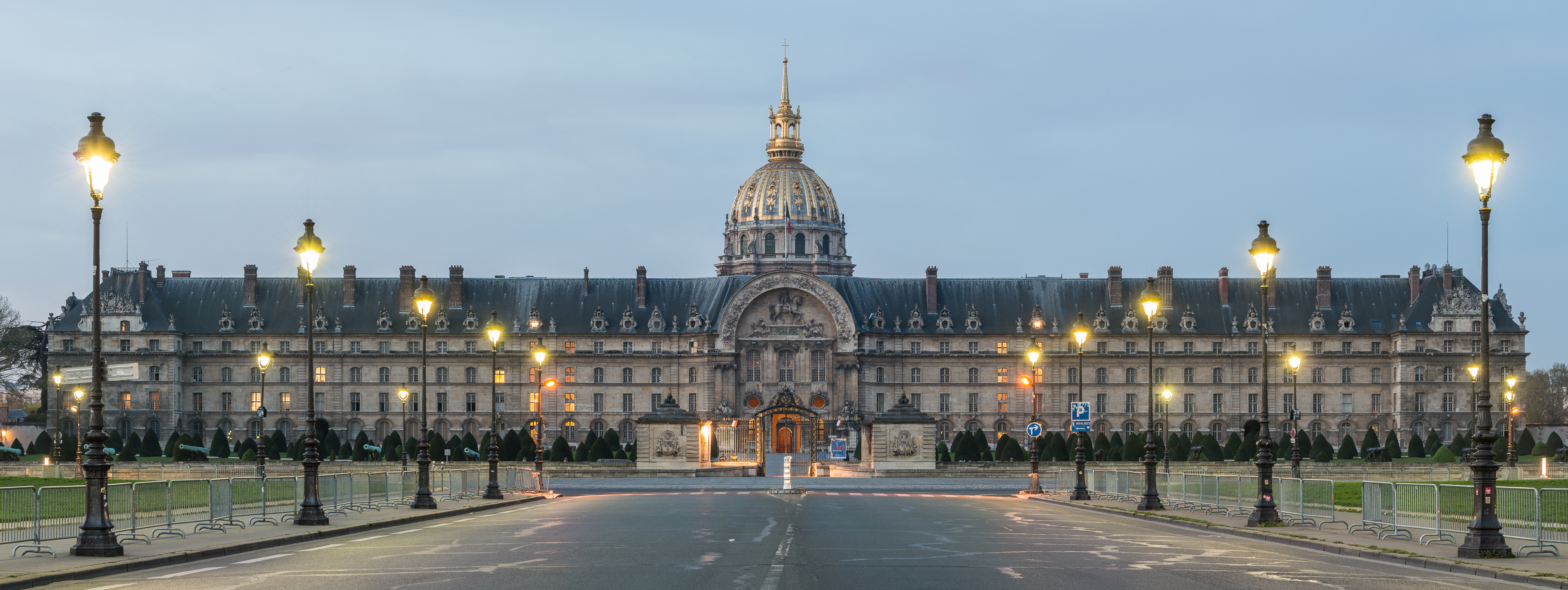
L'hôtel des Invalides.

En 1670, Louis XIV décida d'y construire l'hôtel des Invalides, qui fut achevé en 1679.

#### L'École militaire

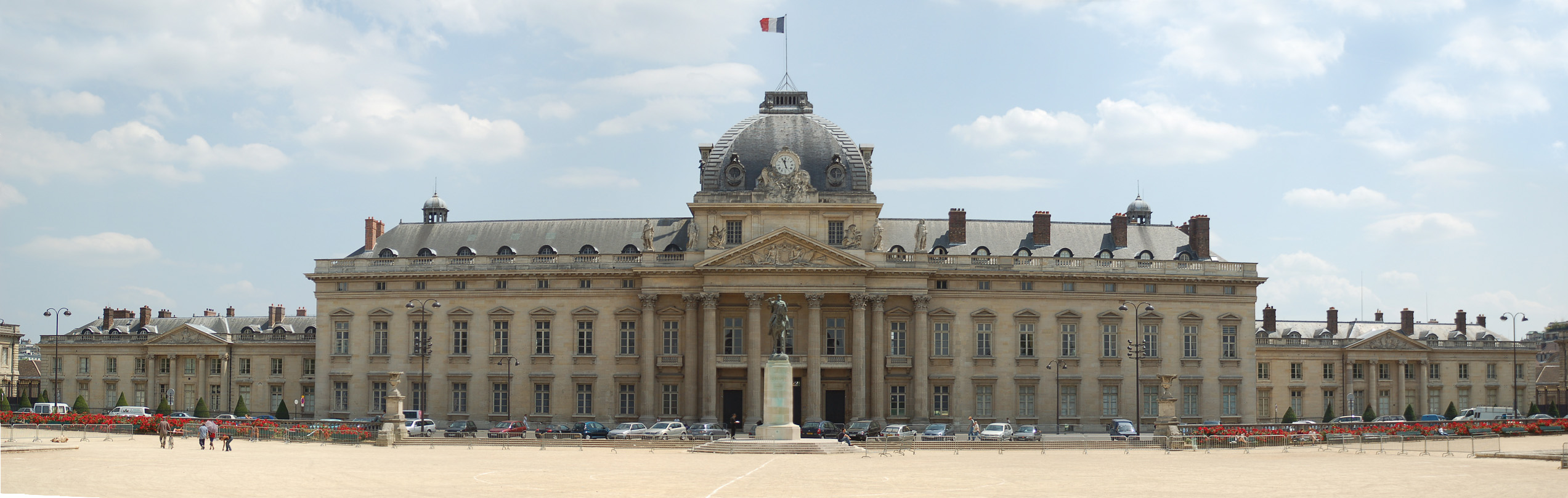
L'École militaire.

Le rôle militaire de la plaine de Grenelle s'accrut lorsque Louis XV décida d'y installer l’École militaire, construite de 1751 à 1780. À cette fin, l'abbaye de Sainte Geneviève du Mont, en céda une parcelle de 115 hectares comprenant le château de Grenelle, qui se trouvait devant l'emplacement de l'actuelle place Dupleix. Pendant plus de dix ans, le château servit de bureau d'étude à l'architecte de l'École militaire, Ange-Jacques Gabriel.
Les terrains au nord du château, dits du Gros Caillou, étaient la propriété de la paroisse Saint-Sulpice.

### Le mur des Fermiers généraux
En 1785 entra en service dans la plaine de Grenelle une partie du mur des Fermiers généraux, dont la construction avait été entamée l'année précédente. Ce mur qui délimitait Paris avait une fonction fiscale et se franchissait par des barrières d'octroi. Dans la plaine de Grenelle celles-ci étaient initialement au nombre de trois :
- barrière de l'École-Militaire (à l'emplacement de l'actuelle place Cambronne)[8]
- barrière de Grenelle (à l'emplacement de l'actuelle place Marcel-Cerdan)[9],
- barrière de la Cunette (à l'emplacement de l'actuelle place des Martyrs Juifs du Vélodrome d'Hiver)[10],

Auxquelles une quatrième barrière fut ajoutée en 1840 :
- barrière de La Motte-Picquet (entre l'avenue du même nom et la rue du Commerce)[12].

### Après la Révolution

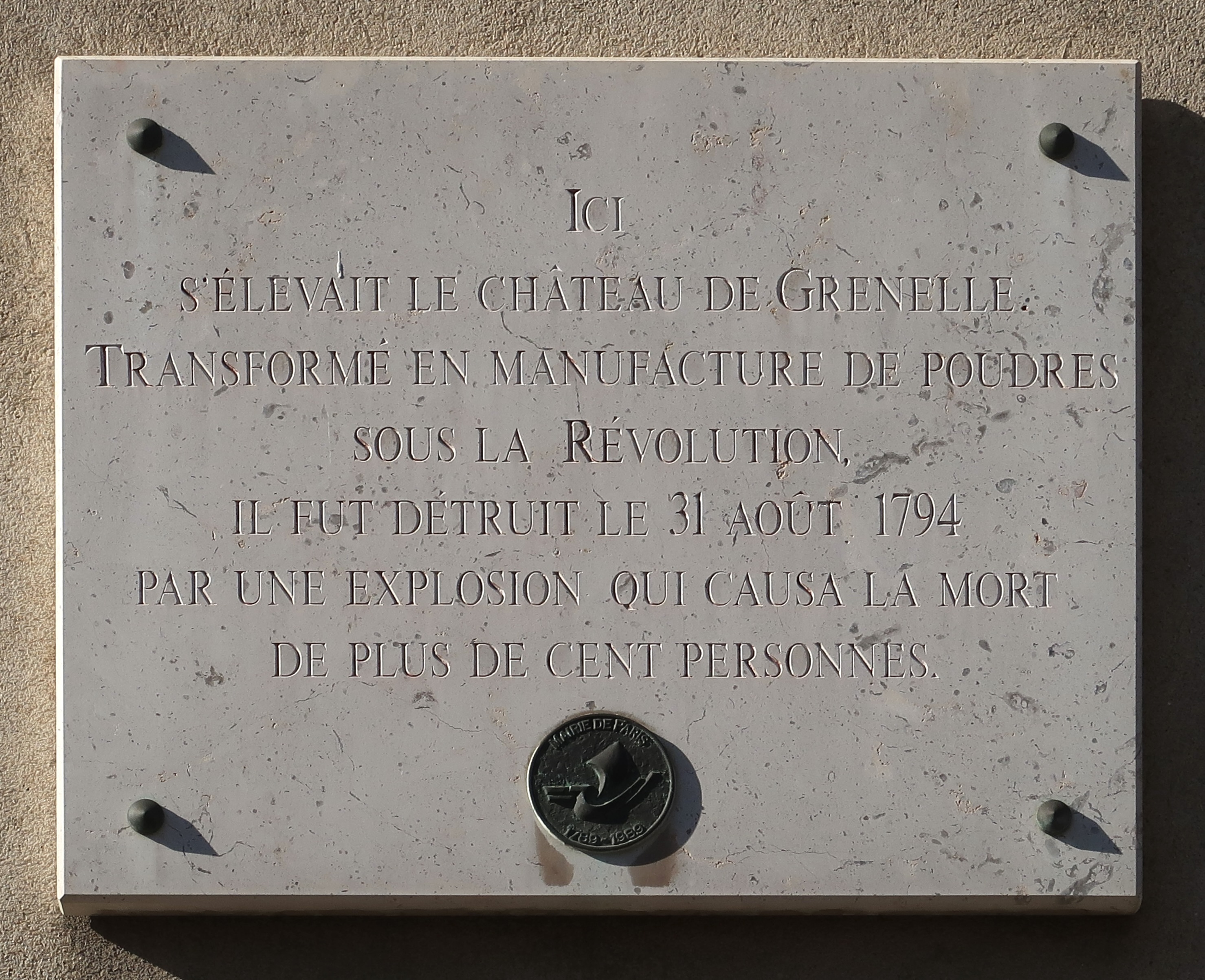
Plaque commémorative située place Dupleix.

Le château de Grenelle fut transformé en manufacture de poudres sous la Révolution et très endommagé le 31 août 1794 par une explosion qui fit un millier de morts parmi les employés et la population voisine, les alentours subissant également des dommages considérables,.
En 1812, après son coup d'État manqué, le général Malet est exécuté sur la plaine de Grenelle, à l'emplacement de la future caserne Dupleix.
Le château existait toutefois toujours en 1814 comme on le voit sur le « Plan routier de la ville de Paris : divisé en XII arrondissements ou mairies et en 48 quartiers, nouv. éd., corrigée » de 1814 par Charles Picquet.

### Le lotissement

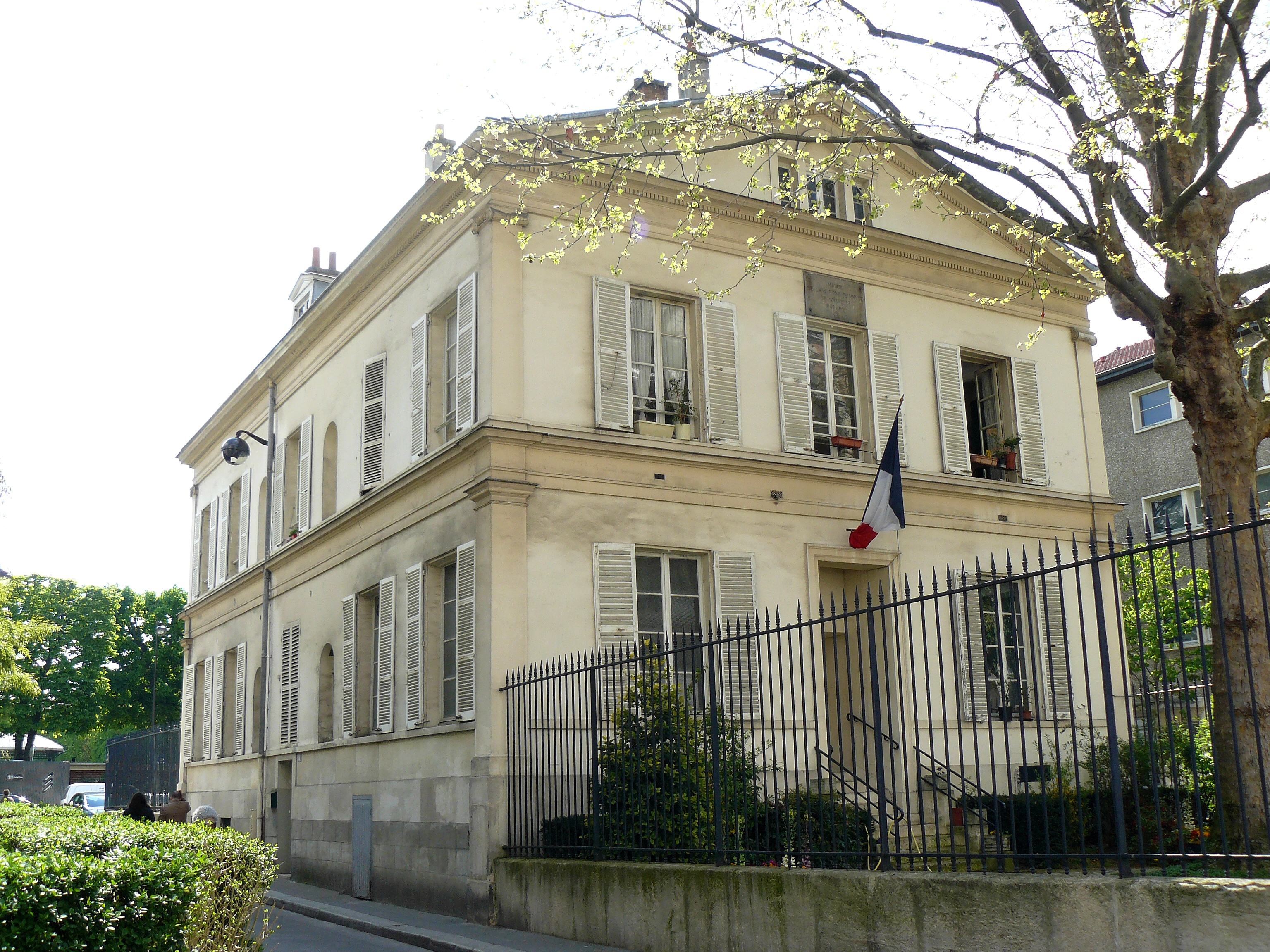
L'ancienne mairie de Grenelle, place du Commerce.

Entre 1830 et 1860, une partie de la plaine fut une commune à part entière qui prit le nom de Grenelle.

## Aujourd'hui

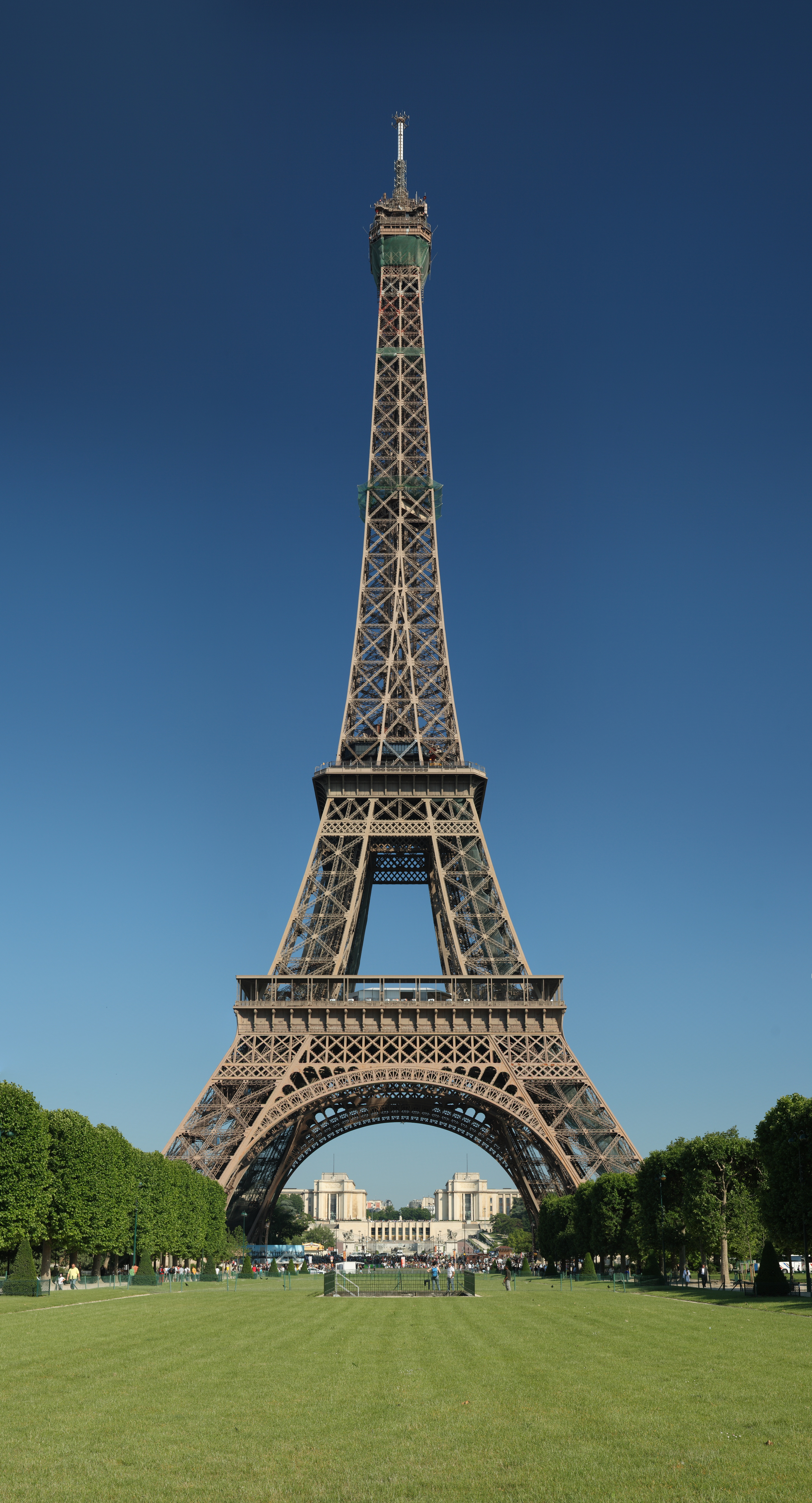
La tour Eiffel.

Aujourd'hui la plaine de Grenelle est entièrement urbanisée et son ancien territoire fait partie de Paris, s'étendant sur les 7e et 15e arrondissements de la ville. En ce qui était son centre se trouve le quartier de Grenelle. Le quartier du Gros-Caillou occupe une autre partie de son territoire. La plaine est dominée par la tour Eiffel qui se trouve tout près de son centre historique qu'était l'actuelle place Dupleix. Ses principales étendues restées non bâties sont le Champ-de-Mars et l'esplanade des Invalides.
La plaine a donné son nom à diverses voies parisiennes passées et actuelles, dont de nos jours :
- la rue de Grenelle qui traverse les 6e et 7e arrondissements.
- le boulevard de Grenelle dans le 15e, entre le pont de Bir-Hakeim et la place Cambronne.
- le quai de Grenelle dans le 15e, entre le pont de Bir-Hakeim et le pont de Grenelle.
- la villa de Grenelle, dans le 15e.

La station de métro La Motte-Picquet - Grenelle, dans le 15e, intègre Grenelle dans son nom depuis 1913.

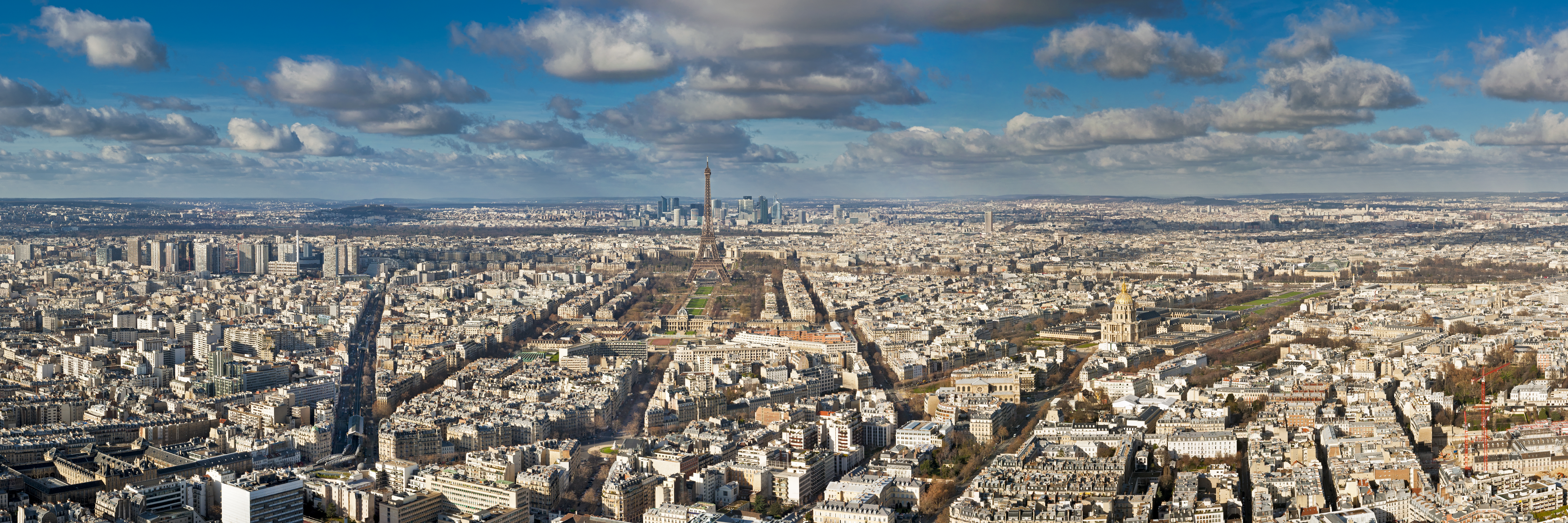
La plaine de Grenelle et ses alentours vus depuis la tour Montparnasse (2012).